# Richard Ryder
Richard Hood Jack Dudley Ryder (Londra, 3 luglio 1940) è uno psicologo britannico.
Dopo l'avvio di esperimenti sugli animali iniziò una battaglia contro questa pratica diventando uno dei pionieri del movimento di liberazione animale.

## Vita e opere
È stato professore alla "Tulane University" di New Orleans  e autore delle opere Painism: A Modern Morality (2003) e Putting Morality Back into Politics (2006).
Ha ricoperto le cariche di presidente della "Royal Society per la prevenzione della crudeltà verso gli animali" e del gruppo dei "Liberal democratici inglesi per la protezione degli animali" ed è consulente parlamentare per la politica per gli animali dall'aprile del 2004.
La sua opera più nota è probabilmente Victims of Science (1975) un lungo racconto dettagliato sull'utilizzo degli animali ai fini della ricerca medica e di diversi istituti scientifici.
Ryder ha contribuito anche all'opera Animals, Men and Morals: An Inquiry into the Maltreatment of Non-humans (1972) pubblicato da Roslind e Stanley Godlovitch e John Harris.
Fu nella recensione della presentazione di questo libro per il New York Review of Books che Peter Singer ebbe modo di far conoscere al pubblico i punti fondamentali del suo movimento per la liberazione degli animali che s'ispirava al pensiero utilitarista alla base della sua opera pubblicata nel 1975 Liberazione animale, che divenne la bibbia del movimento per i diritti degli animali.

## Specismo e painismo
Il termine specismo era stato coniato da Ryder nel 1970 e utilizzato per la prima volta in uno scritto privato pubblicato a Oxford quello stesso anno.
Risale invece al 1985 l'uso del termine painismo, una teoria morale che sostiene i diritti degli animali affermando che l'azione morale deve essere basata sulla riduzione del dolore (pain) degli esseri senzienti, comprendendo quindi tutti gli animali: la sofferenza non può essere accettata in nome di principi utilitaristici.
Più specificatamente il painismo può essere considerato come un compromesso tra la posizione utilitaristica di Peter Singer e quella di Tom Regan concernente il principio morale che vieta di servirsi degli altri come mezzo per il conseguimento dei nostri fini.
Ryder è in posizione critica rispetto all'utilitarismo che nega che possa essere giustificato se vi sia un incremento del piacere: Uno dei problemi dell'utilitarismo è che, per esempio, le sofferenze provocate alla vittima di uno stupro sono giustificate dal fatto che lo stupro ha procurato maggior piacere allo stupratore.